# Relations entre l'Azerbaïdjan et le Tadjikistan
Les relations diplomatiques entre l'Azerbaïdjan et le Tadjikistan désignent les relations entre la République d'Azerbaïdjan et la république de Tadjikistan depuis 1992.

## Histoire
L'histoire des relations entre l'Azerbaïdjan et le Tadjikistan est ancienne. Les relations diplomatiques entre l'Azerbaïdjan et le Tadjikistan sont établies le 29 mai 1992.
Le président azerbaïdjanais Ilham Aliyev a effectué une visite officielle dans la capitale tadjike Douchanbé en mars 2007. En août de la même année, la visite officielle du Président de la république du Tadjikistan à Bakou a eu lieu. Au cours de ces visites, des accords et des traités ont été signés.
Le 15 mars 2007, un accord d'amitié et de coopération a été signé. Un groupe de travail sur la coopération bilatérale fonctionne au sein du parlement azerbaïdjanais. Le chef du groupe est Aydin Mirzazade.
Le Parlement du Tadjikistan dispose également d'un groupe de travail sur les relations avec l'Azerbaïdjan.
57 accords ont été signés entre les pays.